# Antoni Jarocki
Antoni Jarocki herbu Rawicz – cześnik brasławski w latach 1765–1781, krajczy brasławski w latach 1764–1765.
Był posłem z powiatu brasławskiego na sejm 1766 roku.